# Rosław Szaybo
Rosław Szaybo (Poznan, 13 de agosto de 1933-Varsovia, 21 de mayo de 2019) fue un pintor, fotógrafo y diseñador de portadas polaco.

## Biografía
Se graduó en 1961 en la Academia de Bellas Artes de Varsovia y fue asesorado por Wojciech Fangor y Henryk Tomaszewski.
En 1966 se mudó a Reino Unido donde trabajó como diseñador independiente. Entre 1968 y 1972 trabajó como director de arte para la empresa de publicidad Young & Rubicam.
Entre 1972 y 1988 trabajó como director artístico en CBS Records donde diseñó más de 2000 portadas de álbumes, principalmente para música clásica, pero también para artistas como Elton John, Roy Orbison, Carlos Santana, Janis Joplin The Clash, Mott the Hoople, Judas Priest y John Williams.
Durante su trabajo en el Reino Unido, también diseñó carteles para teatros en inglés.
A su regreso a Polonia en 1993, comenzó un taller de fotografía en la Academia de Bellas Artes de Varsovia y también se convirtió en director artístico de la editorial Czytelnik.
Entre sus obras más reconocidas se encuentran las portadas de los álbumes British Steel, Stained Class y Killing Machine de Judas Priest, así como el logo de la banda y también la portada para el álbum Astigmatic de Krzysztof Komeda.
En 1992 recibió la medalla Polonia por su destacada contribución a la presentación de Polonia en la Exposición Universal EXPO '92 en Sevilla. Durante muchos años, colaboró con un destacado artista gráfico Stanisław Zagórski ya conocido durante sus estudios en la Academia de Bellas Artes.
Murió el 21 de mayo de 2019 en su casa de Varsovia debido a un cáncer de pulmón.

## Premios
- Medalla de oro por mérito a la cultura - Gloria Artis (2018)
- Medalla de plata para el mérito a la cultura - Gloria Artis (2013)